# 鄭清來
鄭清來（：／ Jung Chung-rae，1965年4月18日—），大韓民國自由派政治人物，第8任共同民主党代表，第17、19、21、22屆韓國國會議員。